# Филолај
Филолај (грч. Φιλολαος, око 470. п. н. е. — око 385. п. н. е.) био је грчки филозоф, припадник питагорејске школе.

## Биографија
Живео је у Теби у другој половини 4. века п. н. е. Оквирни датуми његовог рођења и смрти установљени су на основу веза које је одржавао с другим предсократским филозофима, као и на основу датума спаљивања средишта питагорејске школе око 454. п. н. е. Филолај је био старији савременик Сократа и Демокрита, вероватно нешто млађи од Емпедокла, и вршњак Зенона из Елеје, Мелиса и Тукидида. Рођен је у Кротону, Таренту или Хераклеје, према доксографским записима Диогена Лаертија.
Према античким изворима, одржавао је блиске односе са Демокритом и можда био један од његових учитеља. Филолај је био први од питагорејских мислилаца који је оставио писана филозофска дела. Саставио је један спис, чији су оскудни фрагменти сачувани у делима других филозофа и доксографа. Тај је спис традиционално назван О природи (грч. Περι φυσεως), а користио га је Платон при састављању свог дијалога Тимај.
Према неким изворимса, Филолај се након паљења питагорејског средишта у јужној Италији склонио прво у Лукан, а затим у Тебу, где су му ученици били Симија и Кебес, који ће касније бити уз Сократа у тренутку његове смрти 399. п. н. е. Још пре тога Филолај се вратио у Италију, где је био учитељ архит. Филолај је можда био повезан и са питагорејски изгнаницима у Флиунту, који се помињу у Платоновом Федон у.
Филолај је писао на дорском дијалекту и први је изнео учење о кретању Земље око Сунца. Премда неки испитивачи то учење приписују Питагори, нема доказа нити за ауторство Питагоре нити млађег Хикете из Сиракузе (око 400 — 335. п. н. е.).

## Космологија
Филолајеве идеје о космологији знатно су се разликовале од дотадашњих схватања о положају Земље у космосу: он је одбацио учење о фиксираном правцу у простору, развио један од првих негеоцентричних концепата универзума и антиципирао модерне идеје Исака Њутна и Николе Коперника. Та његова нова схватања дословно су се кретала око једног хипотетичног астрономског објекта који је он назвао централном ватром.
Једна од честих заблуда о Филолају јесте та да је он претпоставио да се једна сфера - коју чине фиксиране звезде, пет планета, Сунце, Месец и Земља - окрећу око централне ватре, али да је - пошто ових тела има девет, а у складу с Питагорејском теоријом бројева по којој природу чини број десет - измислио десето тело које је назвао Антиземљом. Та заблуда већим делом потиче од Аристотеловог исмевања питагорејске космологије у његовој  Метафизици.
Заправо, Филолајеве идеје настале су неких стотину година пре замисли о сферама, а поставка о Антиземљи је дата како би се питагорејској заједници објасниле његове револуционарне идеје о непостојању нечега што би било "горе" и "доле" у простору. Он сам никада није сматрао фиксиране звезде било каквом сфером или објектом. Филолај је Сунце замишљао као један стаклени диск који рефлектује светло космоса. Према њему, лунарни месец чини 29,5 дана, лунарну годину 354 дана, а соларну годину 365,5 дана. Његове нове идеје о природи Земљиног места у космосу утицале су на Аристарха са Самоса. Никола Коперник у свом делу  О револуцији каже да је још Филолај знао о Земљиној револуцији око неке централне ватре.

## Теорија бројева
Филолај се бавио Питагорејском теоријом бројева, а посебно је обрађивао карактеристике декаде - збира прва четити броја која су чинила тетрактис, који је он назвао "великим, свемоћним и сверодним". Откриће конвексних полиедра названих "Платоново тело". Еудем приписује Питагори, а Анаксимен је наводно био први који је тврдио да постоје четири тзв. основна елемента (према другима, то је био тек Емпедокле). Филолај је, повезујући ове идеје, сматрао да основна природа ствари зависи од њиховог облика, па је тетраедар приписао ватри, октаедар ваздуху, икосаедар води, а коцку земљи. Додекаедар је приписао петом елементу, етару или, према некима, космосу. Ова теорија, колико год површна с емпиријског становишта, показује велико познавање геометрије и утицала је на развој научних испитивања. Ослањајући се на Парменидову филозофију, Филолај је душу сматрао "мешавином и хармонијом" делова тела. Такође је претпоставио самосвојеност душе, која у телу обитава као у некој врсти изгнанства.